# Posleslovije
Posleslovije (russisk: Послесловие) er en sovjetisk spillefilm fra 1983 af Marlen Khutsiev.

## Medvirkende
- Andrej Mjagkov som Vladimir Sjvyrkov
- Rostislav Pljatt som Aleksej Borisovitj
- Jurij Senkevitj